# John Payne (poète)
Pour les articles homonymes, voir John Payne.
John Payne (né le 23 août 1842 et mort le 11 février 1916) était un poète et traducteur anglais.

## Œuvre
Entre 1882 et 1884, il publia une traduction des Mille et Une Nuits, The Book of the Thousand Nights and One Night, en 9 volumes. Dans le même esprit, il édite en 1901 Oriental Tales: The Book of the Thousand Nights and One Night [and other tales], traduction en vers et en prose, cette fois en 15 volumes. Son travail reprend le texte original dans son intégralité, sans en expurger la dimension sexuelle, là où son prédécesseur Edward William Lane retira tout ce qu’il trouve immoral dans sa propre traduction,The thousand and one nights : or, The Arabian nights' entertainments (1839 – 1841). Tandis que Richard Francis Burton n'hésita pas à plagier le travail de Payne pour sa traduction, The Book of the Thousand Nights and a Night (1885).
Payne est aussi connu pour ses traductions du Décaméron de Boccace, qu'il publia en 1886 ; il traduisit également diverses histoires du même auteurs (1903).
Après avoir terminé sa traduction du poète persan Omar Khayyam, Payne est revenu à la version du Diwan Hafez qui a finalement été publiée en 3 volumes en 1901. Payne soutient que Hafez prend « toute l'étendue de l'expérience humaine et irradie toutes choses avec son or solaire et sa sagesse ». 
Payne a dit un jour que Hafez, Dante et Shakespeare étaient les trois plus grands poètes du monde.

## Travaux
Les documents de John Payne sont conservés à la bibliothèque de recherche Cadbury de l'université de Birmingham. Voici quelques-uns de ses travaux :
- The Masque of Shadows and other poems (1870) ;
- Intaglios; sonnets (1871) ;
- Songs of Life and Death (1872) ;
- Lautrec: A Poeme (1878) ;
- The Poems of François Villon. (1878) ;
- New Poems (1880) ;
- The Book of the Thousand Nights and One Night (1882 – 4), traduction en neuf volumes ;
- Tales from the Arabic (1884) ;
- The Novels of Matteo Bandello, Bishop of Agen (1890) traduction en six volumes ;
- The Décaméron by Giovanni Boccace (1886) traduction en trois volumes ;
- Alaeddin and the Enchanted Lamp; Zein Ul Asnam and The King of the Jinn: (1889), éditeur et traducteur ;
- The Persian Letters of Montesquieu (1897), traducteur ;
- The Quatrains of Omar Kheyyam of Nisahpour (1898) ;
- Poems of Master François Villon of Paris (1900) ;
- The Poems of Shemseddin Muhammed Hafiz of Shiraz (1901) : traduction en trois volumes ;
- Oriental Tales: The Book of the Thousand Nights and One Night [and other tales]. (1901) traduction en vers et en prose en 15 volumes, éditée par Leonard C. Montesquieu Smithers ;
- The Descent of the Dove and other poems (1902) ;
- Poetical Works (1902) deux volumes ;
- Stories of Boccaccio (1903) ;
- Vigil and Vision: New Sonnets (1903) ;
- Hamid the Luckless and other tales in verse (1904) ;
- Songs of Consolation: New Poems  (1904) ;
- Sir Winfrith and other poems (1905) ;
- Selections from the Poetry of John Payne (1906) sélectionnées par Tracy et Lucy Robinson ;
- Flowers of France: Romantic Period (1906) ;
- Flowers of France, The Renaissance Period (1907) ;
- The Quatrains of Ibn et Tefrid (1908, deuxième édition 1921) ;
- Flowers of France: the Latter Days (1913) ;
- Flowers of France: The Classic Period (1914) ;
- The Way of the Winepress (1920) ;
- Nature and Her Lover (1922) ;
- The Autobiography of John Payne of Villon Society Fame, Poet and Scholar (1926) ;
- Thorgerda (en).